# Тюрюшевский сельсовет
Тюрюшевский сельсовет — муниципальное образование в Буздякском районе Башкортостана.

## История
Согласно «Закону о границах, статусе и административных центрах муниципальных образований в Республике Башкортостан» имеет статус сельского поселения.
Закон Республики Башкортостан от 19.11.2008 N 49-З «Об изменениях в административно-территориальном устройстве Республики Башкортостан в связи с объединением отдельных сельсоветов и передачей населённых пунктов», ст.1 п. 14) а) гласит:

 "Внести следующие изменения в административно-территориальное устройство Республики Башкортостан:
 по Буздякскому району:

объединить Тюрюшевский и Севадыбашевский сельсоветы с сохранением наименования «Тюрюшевский» с административным центром в селе Тюрюшево.
Включить село Севадыбашево, деревни Бакча, Биек, Нижняя Чатра
Севадыбашевского сельсовета в состав Тюрюшевского сельсовета.

Утвердить границы Тюрюшевского сельсовета согласно представленной схематической карте.

Исключить из учётных данных Севадыбашевский сельсовет

## Население
| 2002  | 2009  | 2010  | 2012  | 2013  | 2014  | 2015  |
| ----- | ----- | ----- | ----- | ----- | ----- | ----- |
| 1990  | ↘1822 | ↘1672 | ↘1603 | ↘1529 | ↘1452 | ↘1409 |
| 2016  | 2017  |       |       |       |       |       |
| ↘1355 | ↘1346 |       |       |       |       |       |

## Состав сельского поселения
| № | Населённый пункт | Тип населённого пункта       | Население |
| - | ---------------- | ---------------------------- | --------- |
| 1 | Тюрюшево         | село, административный центр | ↘722      |
| 2 | Севадыбашево     | село                         | ↘604      |
| 3 | Кызыл-Яр         | деревня                      | ↘174      |
| 4 | Каразирек        | деревня                      | ↘123      |
| 5 | Нижняя Чатра     | деревня                      | ↘41       |
| 6 | Бакча            | деревня                      | →4        |
| 7 | Биек             | деревня                      | ↘4        |